# Kiss & Never Cry
Kiss & Never Cry (キス＆ネバークライ?, Kiss and Never Cry) è uno shōjo manga di Yayoi Ogawa, pubblicato da Kōdansha su Kiss Magazine dal 2006 al 2011, per un totale di 11 volumi. In Italia è stato pubblicato dal 2009 al 2011 da GP Publishing. I primi sette volumi sono apparsi nella collana GP Generation mentre gli ultimi quattro nella serie dedicata Kiss & Never Cry.

## Trama
Michiru sin da bambina pratica pattinaggio singolo sul ghiaccio, ma dopo essersi trasferita in America e aver conosciuto Leon, decide di iniziare a allenarsi insieme a lui come coppia di danza, sotto la guida di coach Yomota. A seguito di qualche disaccordo con la madre, Michiru decide di scappare con Leon, ma questo, all'ultimo, si tira indietro. Michiru decide così di scappare da sola, ma viene ritrovata quella sera in stato di shock, in seguito al ritrovamento del cadavere di Yomota. Su quei fatti non viene fatta chiarezza, ma essi rimangono impressi nella mente della ragazza e influenzano la sua vita. Tornata in Giappone, ormai grande, a Michiru viene assegnato come compagno di danza Hikaru, che è fratello del defunto Yomota. Questo fa riaffiorare in Michiru tutti i ricordi della sua infanzia che riescono ancora a influenzare il suo presente.

## Manga

### Lista dei volumi
| Nº | Titolo italiano Giapponese 「Kanji」 - Rōmaji                         | Data di prima pubblicazione             | Data di prima pubblicazione           |
| Nº | Titolo italiano Giapponese 「Kanji」 - Rōmaji                         | Giapponese                              | Italiano                              |
| 1  | Kiss & Never Cry 1 「キス＆ネバークライ 1」 - Kiss and Never Cry 1    | 9 agosto 2006 ISBN 978-4-06-340605-4    | 27 settembre 2009 ISBN 978-8864682167 |
| 2  | Kiss & Never Cry 2 「キス＆ネバークライ 2」 - Kiss and Never Cry 2    | 13 marzo 2007 ISBN 978-4-06-340639-9    | 31 ottobre 2009 ISBN 978-8864682174   |
| 3  | Kiss & Never Cry 3 「キス＆ネバークライ 3」 - Kiss and Never Cry 3    | 12 novembre 2007 ISBN 978-4-06-340676-4 | 29 novembre 2009 ISBN 978-8864682181  |
| 4  | Kiss & Never Cry 4 「キス＆ネバークライ 4」 - Kiss and Never Cry 4    | 13 maggio 2008 ISBN 978-4-06-340701-3   | 10 gennaio 2010 ISBN 978-8864682198   |
| 5  | Kiss & Never Cry 5 「キス＆ネバークライ 5」 - Kiss and Never Cry 5    | 12 dicembre 2008 ISBN 978-4-06-340729-7 | 30 gennaio 2010 ISBN 978-8864682204   |
| 6  | Kiss & Never Cry 6 「キス＆ネバークライ 6」 - Kiss and Never Cry 6    | 13 luglio 2009 ISBN 978-4-06-340760-0   | 20 giugno 2010 ISBN 978-8864682211    |
| 7  | Kiss & Never Cry 7 「キス＆ネバークライ 7」 - Kiss and Never Cry 7    | 12 febbraio 2010 ISBN 978-4-06-340787-7 | 22 agosto 2010 ISBN 978-8864682228    |
| 8  | Kiss & Never Cry 8 「キス＆ネバークライ 8」 - Kiss and Never Cry 8    | 11 giugno 2010 ISBN 978-4-06-340803-4   | 30 agosto 2011 ISBN 978-8864682235    |
| 9  | Kiss & Never Cry 9 「キス＆ネバークライ 9」 - Kiss and Never Cry 9    | 13 ottobre 2010 ISBN 978-4-06-340820-1  | 22 ottobre 2011 ISBN 978-8864682242   |
| 10 | Kiss & Never Cry 10 「キス＆ネバークライ 10」 - Kiss and Never Cry 10 | 10 febbraio 2011 ISBN 978-4-06-340835-5 | 3 dicembre 2011 ISBN 978-8864685847   |
| 11 | Kiss & Never Cry 11 「キス＆ネバークライ 11」 - Kiss and Never Cry 11 | 13 febbraio 2012 ISBN 978-4-06-340869-0 | 8 settembre 2012 ISBN 978-8864686714  |